# Claire McDowell
Claire McDowell est une actrice américaine née le 2 novembre 1877 à New York (État de New York), morte le 23 octobre 1966 à Hollywood (Californie).

## Filmographie

### Années 1900
- 1908 : The Devil de D. W. Griffith : Mrs. Thornton
- 1908 : La Femme du planteur (The Planter's Wife) de D. W. Griffith : Mrs. John Holland
- 1908 : L'Appel de la forêt (The Call of the Wild) de D. W. Griffith : Invitée à la fête

### Années 1910
- 1910 : His Last Burglary
- 1910 : Love Among the Roses
- 1910 : A Flash of Light (en) de D. W. Griffith : À la première fête
- 1910 : The Usurer : Mère désespérée / Un des 3 débiteurs
- 1910 : Wilful Peggy : La servante
- 1910 : Muggsy Becomes a Hero : L'une des sœurs Frost
- 1910 : A Summer Idyll : à la fête
- 1910 : A Mohawk's Way : Mère indienne
- 1910 : The Oath and the Man : Rebel
- 1910 : Rose O'Salem Town : Indienne / Puritaine
- 1910 : The Iconoclast : La femme de l'ouvrier
- 1910 : How Hubby Got a Raise : Une voisine
- 1910 : A Lucky Toothache : Une Cousine
- 1910 : The Message of the Violin : La domestique de l'autre femme
- 1910 : Two Little Waifs : Nun
- 1910 : Waiter No. 5 : La femme du chef de police
- 1910 : The Fugitive : Femme dans la foule des adieux
- 1910 : Simple Charity : Travailleur social
- 1910 : His New Lid : Mourner
- 1910 : A Child's Stratagem : La femme modèle
- 1910 : Happy Jack, a Hero : la servante
- 1910 : The Golden Supper : Dame d'honneur
- 1910 : His Sister-In-Law : Tante Maiden
- 1910 : The Recreation of an Heiress : La femme de chambre de l'héritière
- 1911 : The Italian Barber : au bal
- 1911 : His Trust : La femme du colonel Frazier
- 1911 : His Trust Fulfilled : Mrs. Frazier (la mère mourante)
- 1911 : Fate's Turning : Au motel / Au mariage
- 1911 : Three Sisters : Commission d'enquête
- 1911 : What Shall We Do with Our Old? : La femme du vieux charpentier
- 1911 : Fisher Folks : À la foire
- 1911 : A Decree of Destiny (en) de D. W. Griffith : Une religieuse
- 1911 : Conscience : Une femme de ménage
- 1911 : Cured : Vieille femme
- 1911 : The Spanish Gypsy : Paula
- 1911 : The Broken Cross : La mère de Kate
- 1911 : The Chief's Daughter : Susan, fiancée de Frank
- 1911 : Misplaced Jealousy : La manucure
- 1911 : In the Days of '49 : Edith Weston, la femme de Bill
- 1911 : The Manicure Lady : Hôtesse d'accueil
- 1911 : The Crooked Road : Un voisin
- 1911 : A Romany Tragedy (it) de D. W. Griffith : Sœur aînée
- 1911 : The Primal Call : La femme
- 1911 : A Country Cupid : La mère du demi-solde
- 1911 : The Ruling Passion : La mère de Billy
- 1911 : The Sorrowful Example : La femme
- 1911 : Swords and Hearts : Irene Lambert
- 1911 : The Squaw's Love : Silver Fawn
- 1911 : The Making of a Man : Actrice
- 1911 : The Unveiling
- 1911 : The Adventures of Billy : Femme riche
- 1911 : The Long Road : La femme de Ned
- 1911 : A Woman Scorned : La femme du docteur
- 1911 : The Failure (it)
- 1911 : As in a Looking Glass : La femme
- 1912 : The Baby and the Stork : Mère de Bobby
- 1912 : A Blot on the 'Scutcheon : Une lady
- 1912 : La ruse de Billy (Billy's Stratagem) de D. W. Griffith : Mère de Billy
- 1912 : Under Burning Skies de D. W. Griffith : Une amie
- 1912 : The Sunbeam (en) de D. W. Griffith : Spinster
- 1912 : A String of Pearls (film) (en) de D. W. Griffith : Dans l'immeuble
- 1912 : Iola's Promise
- 1912 : The Female of the Species : La femme du mineur
- 1912 : The Leading Man : Un pensionnaire
- 1912 : The Fickle Spaniard : Margot
- 1912 : The Old Actor (pt) de D. W. Griffith : À l'audition
- 1912 : When the Fire-Bells Rang : Une actrice
- 1912 : When Kings Were the Law (pt) de D. W. Griffith : Une dame d'honneur
- 1912 : A Temporary Truce (en) de D. W. Griffith : La femme de Jim le mexicain
- 1912 : Lena and the Geese (pt) de D. W. Griffith : Mère de Lena
- 1912 : The School Teacher and the Waif : The Street Fakir's Sweetheart
- 1912 : Trying to Fool Uncle : Femme de dick
- 1912 : The Sands of Dee : La fiancée de l'artiste
- 1912 : A Child's Remorse (pt) de D. W. Griffith : Mère de l'enfant
- 1912 : In the North Woods : La femme du trappeur
- 1912 : Two Daughters of Eve de D. W. Griffith : La mère
- 1912 : So Near, Yet So Far : Femme riche dans l'autre ville
- 1912 : In the Aisles of the Wild : The Elder Daughter
- 1912 : A Sailor's Heart : The Second Wife
- 1912 : Le Chapeau de New York (The New York Hat) de D. W. Griffith : First Gossip
- 1912 : A Cry for Help (en) de D. W. Griffith : Charity Patient
- 1912 : The God Within (en) de D. W. Griffith : The Woodsman's Wife
- 1913 : La Jeune téléphoniste et la femme du monde : la femme du monde
- 1913 : A Misappropriated Turkey : Mrs. Fallon
- 1913 : A Father's Lesson : The Wife
- 1913 : Drink's Lure : The Neglected Wife
- 1913 : The Massacre : Stephen's Belle, In Prologue
- 1913 : The Wrong Bottle (en) : The Blind Sister
- 1913 : The Unwelcome Guest : The Wife
- 1913 : A Welcome Intruder : A Widow
- 1913 : The Stolen Bride : The Wife
- 1913 : Le Vagabond (The Wanderer) de D. W. Griffith : La femme amoureuse
- 1913 : The Tenderfoot's Money : La femme du prospecteur
- 1913 : The Stolen Loaf : La femme riche
- 1913 : The House of Darkness de D. W. Griffith : La femme du docteur
- 1913 : Olaf-An Atom : Un parent
- 1913 : The Ranchero's Revenge (en) : L'associé de l'escroc
- 1913 : The Well (en) : La femme de l'éleveur
- 1913 : The Switch Tower (en) d'Anthony O'Sullivan (en) : La femme de l'aiguilleur
- 1913 : A Gamble with Death (en) : Kate
- 1913 : The Enemy's Baby (en) : La femme de Miller
- 1913 : A Gambler's Honor : Beth
- 1913 : The Mirror (film, 1913) : Daisy
- 1913 : The Vengeance of Galora : Galora
- 1913 : Under the Shadow of the Law (en) : `la sœur de John Haywood
- 1913 : I Was Meant for You (en) : Lavina
- 1913 : The Work Habit (en) : La fille dans la ville
- 1913 : The Crook and the Girl (en) : La fille adoptive de l'oncle
- 1913 : The Strong Man's Burden (en) d'Anthony O'Sullivan (en) : La nurse
- 1913 : The Stolen Treaty (en) d'Anthony O'Sullivan (en) : Olga
- 1913 : The Law and His Son : Marguerite, la sœur de Manning
- 1913 : A Tender-Hearted Crook : Edith
- 1913 : The Van Nostrand Tiara : Kate
- 1913 : The Stopped Clock : La fille de l'antiquaire
- 1913 : Diversion : Mrs. Wilson
- 1913 : The Detective's Stratagem : Kate, la chérie de l'employé de banque
- 1913 : All for Science (en) d'Anthony O'Sullivan (en) : Dans l'agence de détectives
- 1914 : The Fatal Wedding
- 1914 : A Nest Unfeathered
- 1914 : Her Father's Silent Partner (en)
- 1914 : Her Hand
- 1914 : The Scar
- 1914 : Men and Women : Mrs. Stephen Rodman
- 1914 : The Indian
- 1914 : The Gold Thief
- 1914 : The Guiding Fate
- 1914 : Their Soldier Boy
- 1914 : The Tides of Sorrow
- 1914 : The Dole of Destiny
- 1914 : The Child Thou Gavest Me
- 1914 : His Old Pal's Sacrifice
- 1914 : Just a Kid
- 1914 : The Bond Sinister
- 1915 : From the Shadow
- 1915 : The Inevitable Retribution
- 1915 : The Dancer's Ruse
- 1915 : The Borrowed Necklace
- 1915 : The Box of Chocolates
- 1915 : The Heart of a Bandit
- 1915 : The Sheriff's Dilemma
- 1915 : The Miser's Legacy
- 1915 : The Gambler's I.O.U.
- 1915 : A Day's Adventure
- 1915 : The Canceled Mortgage
- 1915 : Truth Stranger Than Fiction
- 1915 : Her Dormant Love
- 1915 : The Way Out (en)
- 1915 : Her Convert
- 1915 : As It Happened
- 1915 : His Singular Lesson
- 1915 : Mrs. Randolph's New Secretary
- 1915 : Ashes of Inspiration
- 1915 : The Stranger in the Valley
- 1915 : A Lasting Lesson
- 1915 : Behind the Mask de George Moore
- 1915 : Her Renunciation
- 1915 : The Inevitable
- 1915 : Bad Money
- 1915 : Eyes of the Soul
- 1915 : Love's Enduring Flame
- 1915 : Cupid Entangled : L'actrice
- 1916 : The Chain of Evidence
- 1916 : His White Lie
- 1916 : What Happened to Peggy
- 1916 : A Grip of Gold
- 1916 : Celeste
- 1916 : Merry Mary
- 1916 : The Lady from the Sea
- 1916 : The Caravan
- 1916 : Husks of Love
- 1916 : Somewhere on the Battle Field
- 1916 : Sea Mates
- 1916 : A Stranger from Somewhere
- 1916 : Mixed Blood : Nita Valyez
- 1916 : The Right to Be Happy : Mrs. Cratchit
- 1917 : Avarice : La vieille femme avare
- 1917 : The Rented Man
- 1917 : The Gates of Doom : Indore / Agatha
- 1917 : The Bronze Bride : A-Che-Chee
- 1917 : The Pace That Kills
- 1917 : Doomed
- 1917 : The Black Mantilla
- 1917 : The Clean-Up : Vera Vincent
- 1917 : The Empty Gun : Mary
- 1917 : A Dream of Egypt
- 1917 : A Romany Rose
- 1917 : The Storm Woman
- 1917 : Fighting Back : La fureur
- 1917 : The Ship of Doom : Clara Gove
- 1918 : The Man Above the Law : Natchah
- 1918 : Captain of His Soul : Annette De Searcy
- 1918 : Isn't It Warm?
- 1918 : You Can't Believe Everything : Grace Dardley
- 1918 : Closin' In
- 1918 : The Return of Mary (en) de Wilfred Lucas : Mrs. John Denby Sr.
- 1919 : Rosalind at Redgate
- 1919 : The Follies Girl : Nina
- 1919 : Prudence on Broadway : Miss Grayson
- 1919 : Chasing Rainbows de Frank Beal : Mrs. Walters
- 1919 : La Fille des monts (The Heart o' the Hills), de Sidney Franklin : Martha Hawn
- 1919 : The Feud : Mary Lynch

### Années 1920
- 1920 : Le Trait d'union (The Woman in the Suitcase) de Fred Niblo : Mrs. Moreland
- 1920 : The Gift Supreme : Lalia Graun
- 1920 : The Devil's Riddle : Mrs. Potts
- 1920 : Blind Youth : Elizabeth Monnier
- 1920 : Through Eyes of Men : Mrs. Virginia All
- 1920 : L'Homme au couteau (The Jack-Knife Man) de King Vidor : Lize Merdin
- 1920 : L'amour a-t-il un maître ? (Something to Think About) de Cecil B. DeMille : Femme de ménage
- 1920 : Le Signe de Zorro (The Mark of Zorro) de Fred Niblo : Dona Catalina Pulido
- 1921 : Folie d'été (Midsummer Madness) de William C. de Mille : Mme Osborne
- 1921 : L'Éveil de la bête (Prisoners of Love) d'Arthur Rosson : La mère de Blanche
- 1921 : Chickens : Tante Rebecca
- 1921 : Ce que peut une femme (What Every Woman Knows)  de William C. de Mille : Comtesse de la Brière
- 1921 : Mother o' Mine : Mme Sheldon
- 1921 : La Douloureuse Étape (Wealth) de William Desmond Taylor : Mrs. Dominick
- 1921 : Love Never Dies de King Vidor : Liz Trott
- 1922 : La Crise du logement (Rent Free), de Howard Higgin
- 1922 : The Gray Dawn : Mrs. Bennett
- 1922 : Penrod (en) de Marshall Neilan Mrs. Schofield
- 1922 : Le Roman de Janette (The Ragged Heiress) de Harry Beaumont : Sylvia Moreton
- 1922 : The Lying Truth : Mrs. Sam Clairborne
- 1922 : In the Name of the Law (en) d'Emory Johnson : Mrs. O'Hara
- 1922 : Des gens très bien (Nice People) de William C. de Mille : Margaret Rainsford
- 1922 : Heart's Haven : May Caroline
- 1922 : Le Bac tragique (Quincy Adams Sawyer) de Clarence G. Badger : Mme Putnam
- 1923 : Westbound Limited
- 1923 : Michael O'Halloran : Nancy Harding
- 1923 : Human Wreckage (en) de John Griffith Wray et Dorothy Davenport : Mme Brown
- 1923 : L'Enfant du cirque (Circus Days) d'Edward F. Cline : Martha
- 1923 : Cendres de vengeance (Ashes of Vengeance) de Frank Lloyd : Tante de Margot
- 1923 : Ponjola de Donald Crisp : Mme Hope
- 1923 : Enemies of Children de Lillian Ducey (en)
- 1923 : Black Oxen de Frank Lloyd : Agnes Trevor
- 1924 : Leave It to Gerry : Mme Brent
- 1924 : The Judgment of the Storm de Del Andrews : Mme Heath
- 1924 : Guerrita (Thy Name Is Woman) de Fred Niblo : la mère de Juan
- 1924 : Secrets de Frank Borzage : Elizabeth Channing
- 1924 : A Fight for Honor : Mme Hill
- 1924 : Those Who Dare : Mme Rollins
- 1925 : The Reckless Sex : Concha
- 1925 : Waking Up the Town de James Cruze : Mme Joyce
- 1925 : Dollar Down de Tod Browning : Mme Meadows
- 1925 : La Tour des mensonges (The Tower of Lies) de Victor Sjöström : Katrina
- 1925 : One of the Bravest : Mme Kelly
- 1925 : La Grande Parade (The Big Parade) : Mme Apperson
- 1925 : The Midnight Flyer : Liza Slater
- 1925 : Ben-Hur (Ben-Hur: A Tale of the Christ), de Fred Niblo : Princesse d'Hur
- 1926 : The Devil's Circus : Mme Peterson
- 1926 : The Dixie Merchant, de Frank Borzage : Josephine Fippany
- 1926 : Gagnant quand même (The Shamrock Handicap) de John Ford : Molly O'Shea
- 1926 : The Unknown Soldier : la sœur de John Phillips
- 1926 : Moi (The Show Off) : Mom Fisher
- 1926 : The Flaming Forest : Mme McTavish
- 1927 : A Little Journey : Tante Louise
- 1927 : The Auctioneer : Mme Tim Eagan
- 1927 : Cheaters : Mme Robin Carter
- 1927 : Taxi-girl (The Taxi Dancer) : Tante Mary
- 1927 : The Black Diamond Express : Martha
- 1927 : Tillie the Toiler de Hobart Henley : Ma Jones
- 1927 : Winds of the Pampas : Doña Maria Casandos
- 1927 : The Shield of Honor d'Emory Johnson : Mme MacDowell
- 1927 : Almost Human de Frank Urson : Mme Livingston
- 1928 : The Tragedy of Youth : la mère
- 1928 : Don't Marry de James Tinling : Tante Abigail Bowen
- 1928 : Quatre diables (4 Devils)
- 1928 : Les Vikings (The Viking) de Roy William Neill : Lady Editha
- 1928 : Marriage by Contract : la mère
- 1929 : When Dreams Come True : Martha Shelby
- 1929 : L'Escadre volante (The Flying Fleet) de George William Hill : Mme Hastings
- 1929 : Silks and Saddles : Mme Calhoun
- 1929 : The Quitter : Mme Abbott
- 1929 : Whispering Winds

### Années 1930
- 1930 : Redemption de Fred Niblo: Anna Pavlovna
- 1930 : The Second Floor Mystery : Tante Hattie
- 1930 : Young Desire : Mrs. Spencer
- 1930 : Big House : Mrs. Marlowe
- 1930 : Wild Company : Mrs. Grayson
- 1930 : Brothers : Mrs. Naughton
- 1930 : Mothers Cry d'Hobart Henley : Mère de Mary
- 1931 : Une Tragédie américaine (An American Tragedy) : Mrs. Samuel Griffiths
- 1932 : Union Depot d'Alfred E. Green : Mère de Little Boy
- 1932 : Manhattan Parade de Lloyd Bacon : Nancy
- 1932 : It's Tough to Be Famous : Mrs. Porter (Voix)
- 1932 : The Famous Ferguson Case : Landlady
- 1932 : L'Étrange Passion de Molly Louvain (The Strange Love of Molly Louvain) de Michael Curtiz : Mrs. Schiller
- 1932 : Rebecca of Sunnybrook Farm (en) : Mrs. Randall
- 1932 : Cornered : Tante de Jane
- 1932 : L'Express fantôme (The Phantom Express) : Ma Nolan
- 1932 : A Successful Calamity (en) de John G. Adolfi : Secrétaire de Struthers
- 1933 : Lawyer Man : Secrétaire de Gilmurry
- 1933 : Le Signal (Central Airport) de William A. Wellman : Mrs. Blaine
- 1933 : Le Roi de la chaussure (The Working Man) de John G. Adolfi : Secrétaire de Benjamin
- 1933 : By Appointment Only : Mrs. Mary Carroll
- 1933 : Paddy the Next Best Thing : Miss Breen
- 1933 : Wild Boys of the Road : Mrs. Smith
- 1934 : New York-Miami (It Happened One Night) : Mère
- 1934 : Journal of a Crime : Sœur à l'hôpital
- 1934 : Dr. Monica : Miss Bryerly
- 1934 : Agent britannique (British Agent) : Femme disant « Lénine vivra »
- 1934 : Two Heads on a Pillow : Mrs. Gorman
- 1934 : Images de la vie : Enseignant hors de la classe
- 1935 : Black Fury : Infirmière
- 1935 : Murder by Television : Mrs. Houghland
- 1936 : August Weekend : Alma Washburne
- 1936 : Small Town Girl : Femme au lit
- 1937 : L'Avocat criminel (en) (Criminal Lawyer) de Christy Cabanne : Juge Night Court
- 1937 : Two Fisted Sheriff : Miss Herrick, Tante de Jane
- 1937 : Song of Revolt : Douairière aristocratique
- 1937 : Westbound Limited : Rôle indéterminé
- 1937 : La Furie de l'or noir (High, Wide, and Handsome), de Rouben Mamoulian : Couturière
- 1937 : Give Till It Hurts : Vendeuse en port à porte
- 1937 : A Night at the Movies : Patron de film
- 1937 : Decathlon Champion: The Story of Glenn Morris : Mère
- 1938 : Trois Camarades (Three Comrades) de Frank Borzage : Mme Zalewski, propriétaire
- 1938 : They're Always Caught : Mrs. Fletcher
- 1938 : The Man on the Rock : Petit rôle
- 1938 : Des hommes sont nés (Boys Town) : Nonne
- 1939 : Stand Up and Fight : Femme
- 1939 : Idiot's Delight : Mère qui crie
- 1939 : Miracles for Sale : Jack of Diamonds Woman
- 1939 : One Against the World : Jane Todd Crawford
- 1939 : Thunder Afloat : Nurse
- 1939 : Those High Grey Walls : Mère
- 1939 : Joe and Ethel Turp Call on the President (it)

### Années 1940
- 1940 : La Jeunesse d'Edison (Young Tom Edison) de Norman Taurog : femme à la gare
- 1940 : The Captain Is a Lady (en) de Robert B. Sinclair : la vieille femme
- 1940 : The Golden Fleecing (en) de 	Leslie Fenton : Piétonne
- 1940 : Third Finger, Left Hand de Robert Z. Leonard
- 1940 : Dr. Kildare Goes Home (en) de Harold S. Bucquet : l'infirmière de Mr Winslow
- 1941 : Lady Scarface de Frank Woodruff : Mme Tuckerman
- 1942 : Les Naufrageurs des mers du Sud (Reap the Wild Wind) de Cecil B. DeMille : Ettie, dans la salle de bal
- 1943 : Chasseuses d'autographes (The Youngest Profession) d'Edward Buzzell : Femme
- 1943 : Et la vie continue (The Human Comedy) de Clarence Brown : femme dans la rue
- 1943 : Lily Mars vedette (Presenting Lily Mars) de Norman Taurog
- 1943 : Vivre libre (This Land Is Mine) de Jean Renoir : femme dans la salle de bain
- 1943 : Gangway for Tomorrow (en) de John H. Auer : la vieille femme dans la rue
- 1944 : Men on Her Mind (en) de Wallace Fox
- 1944 : André Hardy préfère les brunes (Andy Hardy's Blonde Trouble) de George B. Seitz : la servante du Dr Standish
- 1944 : Are These Our Parents (en) de William Nigh : Miss Winfield
- 1945 : Having Wonderful Crime (en) de A. Edward Sutherland
- 1945 : L'Aventure (Adventure) de Victor Fleming : femme dans la bibliothèque